# Momia Urpicha
La momia Urpicha, también conocida como Palomita, es el nombre que se le dio al cuerpo congelado de una mujer inca encontrado por un equipo de investigadores de santuarios de alta montaña, en 1995, en el volcán Pichu Pichu, a 5 510 m s. n. m., en la región de Arequipa, Perú.

## Historia y Simbología
Se cree que fue ofrecida en sacrificio a los dioses incaicos Inti (el dios del Sol), Illapa (el dios del clima) o a los Apus, espíritus de las Montañas del mundo religioso inca, seguramente con el objetivo de que cesaran las continuas erupciones del volcán Misti, que consta que erupcionó hacia el año de 1440.
Todos las investigaciones y pruebas biológicas realizadas indican que Palomita tendría unos 500 años de antigüedad.

## Conservación
La momia reposa actualmente en el Museo Santuario de Altura del Sur Andino de la Universidad Católica de Santa María de Arequipa. Pese a conservarse en un congelador con condiciones especiales para evitar su deterioro, su estado de conservación no es muy bueno,[cita requerida] especialmente si se compara con la Momia Juanita, una mujer inca hallada congelada en 1996 en el nevado Ampato, al Sur de los Andes.